# Heribert Karches
Heribert Karches (* 12. November 1958 in Mainz) ist ein ehemaliger deutscher Rudersportler, der bei Weltmeisterschaften eine Silbermedaille gewann.

## Sportliche Karriere
Der 1,95 Meter große Heribert Karches wurde bei den Junioren-Weltmeisterschaften 1976 Dritter mit dem Achter. 1978 bei den Weltmeisterschaften in Neuseeland ruderte Karches im Deutschland-Achter, der westdeutsche Achter überquerte die Ziellinie mit weniger als einer Sekunde Rückstand auf den Achter aus der DDR und zwei Sekunden Vorsprung auf die drittplatzierten Neuseeländer. Bei den Weltmeisterschaften 1979 erreichte der Deutschland-Achter nur das B-Finale und belegte insgesamt den neunten Rang. Zwei Jahre später trat Karcher mit Werner Hellwig im Zweier ohne Steuermann an und wurde Zehnter bei den Weltmeisterschaften in München. 1982 ruderte Karches wieder im Deutschland-Achter und belegte  bei den Weltmeisterschaftenden fünften Rang. 1983 bei den Weltmeisterschaften in Duisburg bildeten Georg Konermann, Heribert Karches, Wolfram Thiem, Wolfgang Maennig und Steuermann Manfred Klein den deutschen Vierer mit Steuermann und erreichten den vierten Platz mit zweieinhalb Sekunden Rückstand auf die Medaillenplätze.
Bei den Olympischen Spielen 1984 in Los Angeles ruderten Karches, Konermann, Thiem, Maennig und Klein ebenfalls im Vierer mit Steuermann. Im ersten Vorlauf belegten sie den zweiten Platz hinter den Italienern. Das Finale erreichten sie als Dritte des Hoffnungslaufs. Im Finale kamen sie als Sechste ins Ziel mit über zehn Sekunden Rückstand auf die Medaillenränge.
Karches ruderte für den Mainzer Ruder-Verein von 1878. Deutscher Meister wurde Karches 1981 mit Werner Hellwig im Zweier ohne Steuermann und 1982 mit Wolfram Thiem und Steuermann Rudolf Ziegler im Zweier mit Steuermann und im Achter sowie 1983 und 1984 mit dem Vierer mit Steuermann.
Neben seiner Aktiven-Laufbahn studierte Karches in Berlin Lebensmitteltechnologie. Er arbeitete nachher in Karlsruhe für Coca-Cola Europa. Im Ehrenamt wurde er später Präsident des Mainzer Ruder-Vereins.